# Qatar ExxonMobil Open 2002 - Qualificazioni singolare
Le qualificazioni del singolare  del Qatar ExxonMobil Open 2002 sono state un torneo di tennis preliminare per accedere alla fase finale della manifestazione. I vincitori dell'ultimo turno sono entrati di diritto nel tabellone principale. In caso di ritiro di uno o più giocatori aventi diritto a questi sono subentrati i lucky loser, ossia i giocatori che hanno perso nell'ultimo turno ma che avevano una classifica più alta rispetto agli altri partecipanti che avevano comunque perso nel turno finale.
Le qualificazioni del torneo Qatar ExxonMobil Open 2002 prevedevano 32 partecipanti di cui 4 sono entrati nel tabellone principale.

## Teste di serie
1. Lars Burgsmüller (ultimo turno)
2. Michael Kohlmann (secondo turno)
3. John van Lottum (secondo turno)
4. Julian Knowle (Qualificato)

1. Oleg Ogorodov (Qualificato)
2. Markus Hantschk (ultimo turno)
3. Renzo Furlan (secondo turno)
4. Nenad Zimonjić (primo turno)

## Qualificati
1. Oleg Ogorodov
2. Radek Štěpánek

1. Cristiano Caratti
2. Julian Knowle

## Tabellone

### Legenda
| - Q = Qualificato - WC = Wild card - LL = Lucky loser | - ALT = Alternate - SE = Special Exempt - PR = Protected Ranking | - w/o = Walkover - r = Ritirato - d = Squalificato |

### Sezione 1
|  | Primo turno  | Primo turno   | Primo turno   | Primo turno | Primo turno |  |  | Secondo turno | Secondo turno    | Secondo turno    | Secondo turno | Secondo turno |   |   | Ultimo turno | Ultimo turno     | Ultimo turno | Ultimo turno | Ultimo turno |  |
|  |              |               |               |             |             |  |  |               |                  |                  |               |               |   |   |              |                  |              |              |              |  |
|  |              |               |               |             |             |  |  |               |                  |                  |               |               |   |   |              |                  |              |              |              |  |
|  |              |               |               |             |             |  |  | 1             | Lars Burgsmüller | Lars Burgsmüller | 6             | 6             |   |   |              |                  |              |              |              |  |
|  | Glenn Weiner | Glenn Weiner  | Glenn Weiner  | 6           | 6           |  |  |               | Glenn Weiner     | Glenn Weiner     | 4             | 2             |   |   |              |                  |              |              |              |  |
|  | Mohammed Ali | Mohammed Ali  | Mohammed Ali  | 0           | 1           |  |  |               |                  |                  |               |               |   |   | 1            | Lars Burgsmüller | 6            | 3            | 62           |  |
|  | Jared Palmer | Jared Palmer  | Jared Palmer  | 65          | 3           |  |  |               |                  | 5                | Oleg Ogorodov | 4             | 6 | 7 |              |                  |              |              |              |  |
|  | Mark Knowles | Mark Knowles  | Mark Knowles  | 7           | 1r          |  |  |               | Jared Palmer     | 6                | 3             | 5             |   |   |              |                  |              |              |              |  |
|  | 5            | Oleg Ogorodov | Oleg Ogorodov | 6           | 6           |  |  | 5             | Oleg Ogorodov    | 3                | 6             | 7             |   |   |              |                  |              |              |              |  |
|  |              | Martin Damm   | Martin Damm   | 1           | 0           |  |  |               |                  |                  |               |               |   |   |              |                  |              |              |              |  |

### Sezione 2
|  | Primo turno         | Primo turno         | Primo turno         | Primo turno         | Primo turno |  |  | Secondo turno  | Secondo turno    | Secondo turno    | Secondo turno  | Secondo turno  |   |   | Ultimo turno  | Ultimo turno  | Ultimo turno  | Ultimo turno | Ultimo turno |  |
|  |                     |                     |                     |                     |             |  |  |                |                  |                  |                |                |   |   |               |               |               |              |              |  |
|  | 2                   | Michael Kohlmann    | Michael Kohlmann    | 6                   | 6           |  |  |                |                  |                  |                |                |   |   |               |               |               |              |              |  |
|  |                     | Sergio Roitman      | Sergio Roitman      | 1                   | 1           |  |  | 2              | Michael Kohlmann | Michael Kohlmann | 2              | 1              |   |   |               |               |               |              |              |  |
|  | Daniel Nestor       | Daniel Nestor       | Daniel Nestor       | Daniel Nestor       | W-O         |  |  |                | Daniel Nestor    | Daniel Nestor    | 6              | 6              |   |   |               |               |               |              |              |  |
|  | Mubarak Al Tobaishi | Mubarak Al Tobaishi | Mubarak Al Tobaishi | Mubarak Al Tobaishi |             |  |  |                |                  |                  |                |                |   |   | Daniel Nestor | Daniel Nestor | Daniel Nestor | 4            | 63           |  |
|  | Leoš Friedl         | Leoš Friedl         | Leoš Friedl         | 6                   | 6           |  |  |                |                  | Radek Štěpánek   | Radek Štěpánek | Radek Štěpánek | 6 | 7 |               |               |               |              |              |  |
|  | David Adams         | David Adams         | David Adams         | 3                   | 2           |  |  | Leoš Friedl    | Leoš Friedl      | Leoš Friedl      | 4              | 5              |   |   |               |               |               |              |              |  |
|  |                     | Radek Štěpánek      | Radek Štěpánek      | 6                   | 7           |  |  | Radek Štěpánek | Radek Štěpánek   | Radek Štěpánek   | 6              | 7              |   |   |               |               |               |              |              |  |
|  | 8                   | Nenad Zimonjić      | Nenad Zimonjić      | 2                   | 5           |  |  |                |                  |                  |                |                |   |   |               |               |               |              |              |  |

### Sezione 3
|  | Primo turno           | Primo turno               | Primo turno               | Primo turno | Primo turno |  |  | Secondo turno | Secondo turno     | Secondo turno     | Secondo turno     | Secondo turno     |   |   | Ultimo turno | Ultimo turno | Ultimo turno | Ultimo turno | Ultimo turno |  |
|  |                       |                           |                           |             |             |  |  |               |                   |                   |                   |                   |   |   |              |              |              |              |              |  |
|  | 3                     | John van Lottum           | John van Lottum           | 6           | 6           |  |  |               |                   |                   |                   |                   |   |   |              |              |              |              |              |  |
|  |                       | Mohammed-Saadon Al Kawari | Mohammed-Saadon Al Kawari | 0           | 0           |  |  | 3             | John van Lottum   | John van Lottum   | 2                 | 2                 |   |   |              |              |              |              |              |  |
|  | Uros Vico             | Uros Vico                 | Uros Vico                 | 6           | 6           |  |  |               | Uros Vico         | Uros Vico         | 6                 | 6                 |   |   |              |              |              |              |              |  |
|  | Juan Ignacio Carrasco | Juan Ignacio Carrasco     | Juan Ignacio Carrasco     | 4           | 3           |  |  |               |                   |                   |                   |                   |   |   | Uros Vico    | Uros Vico    | Uros Vico    | 63           | 4            |  |
|  | Cristiano Caratti     | Cristiano Caratti         | Cristiano Caratti         | 6           | 6           |  |  |               |                   | Cristiano Caratti | Cristiano Caratti | Cristiano Caratti | 7 | 6 |              |              |              |              |              |  |
|  | Leonardo Azzaro       | Leonardo Azzaro           | Leonardo Azzaro           | 2           | 4           |  |  |               | Cristiano Caratti | Cristiano Caratti | 7                 | 6                 |   |   |              |              |              |              |              |  |
|  | 7                     | Renzo Furlan              | Renzo Furlan              | 6           | 6           |  |  | 7             | Renzo Furlan      | Renzo Furlan      | 63                | 4                 |   |   |              |              |              |              |              |  |
|  |                       | Denis Golovanov           | Denis Golovanov           | 4           | 0           |  |  |               |                   |                   |                   |                   |   |   |              |              |              |              |              |  |

### Sezione 4
|  | Primo turno      | Primo turno      | Primo turno      | Primo turno | Primo turno |  |  | Secondo turno | Secondo turno   | Secondo turno   | Secondo turno   | Secondo turno |   |   | Ultimo turno | Ultimo turno  | Ultimo turno | Ultimo turno | Ultimo turno |  |
|  |                  |                  |                  |             |             |  |  |               |                 |                 |                 |               |   |   |              |               |              |              |              |  |
|  | 4                | Julian Knowle    | Julian Knowle    | 7           | 6           |  |  |               |                 |                 |                 |               |   |   |              |               |              |              |              |  |
|  |                  | Andrés Schneiter | Andrés Schneiter | 5           | 1           |  |  | 4             | Julian Knowle   | Julian Knowle   | Julian Knowle   | 2             |   |   |              |               |              |              |              |  |
|  | Simon Aspelin    | Simon Aspelin    | Simon Aspelin    | 6           | 6           |  |  |               | Simon Aspelin   | Simon Aspelin   | Simon Aspelin   | 0r            |   |   |              |               |              |              |              |  |
|  | Dmitrij Sitak    | Dmitrij Sitak    | Dmitrij Sitak    | 4           | 2           |  |  |               |                 |                 |                 |               |   |   | 4            | Julian Knowle | 65           | 6            | 6            |  |
|  | Donald Johnson   | Donald Johnson   | 6                | 5           | 7           |  |  |               |                 | 6               | Markus Hantschk | 7             | 1 | 3 |              |               |              |              |              |  |
|  | Álex López Morón | Álex López Morón | 2                | 7           | 68          |  |  |               | Donald Johnson  | Donald Johnson  | 1               | 0r            |   |   |              |               |              |              |              |  |
|  | 6                | Markus Hantschk  | Markus Hantschk  | 6           | 6           |  |  | 6             | Markus Hantschk | Markus Hantschk | 6               | 2             |   |   |              |               |              |              |              |  |
|  |                  | Mohammed Abdulla | Mohammed Abdulla | 3           | 0           |  |  |               |                 |                 |                 |               |   |   |              |               |              |              |              |  |